# 4 Walls
4 Walls é o quarto álbum de estúdio do grupo sul-coreano f(x), foi lançado em 27 de outubro de 2015 através da SM Entertainment e Genie Music. Um álbum primariamente electropop e synthpop que incorpora vários elementos, incluindo house, EDM e UK garage, 4 Walls foi escrito por múltiplos times de produção e composição, entre eles LDN Noise, The Stereotypes, Kenzie, Ryan S. Jhun, Makeba Riddick e Carly Rae Jepsen, com Lee Soo-man sendo o produtor executivo do lançamento. O álbum foi o primeiro grande lançamento do grupo desde Red Light (2014) e, subsequentemente, o primeiro e atualmente único lançamento principal do grupo como um quarteto, desde a saída da integrante Sulli em agosto de 2015.
Após seu lançamento, 4 Walls recebeu avaliações favoráveis dos críticos musicais por mostrar mais as habilidades vocais de todas as integrantes e sua produção "moderna". O álbum também obteve sucesso comercial, tornando-se o quinto e último lançamento do grupo a atingir o topo da tabela de álbuns da Gaon e, em março de 2016, já havia vendido mais de 81.000 cópias físicas na Coréia do Sul. Também rendeu ao grupo sucesso nos Estados Unidos, tornando-se seu segundo álbum a alcançar o topo da Billboard World Albums, bem como atingiu a 39.ª posição da tabela de álbuns da Oricon.
Para promover o álbum, a faixa-título foi lançada como primeiro single junto com o álbum e conquistou sucesso crítico e comercial, atingindo a segunda posição da tabela digital da Gaon e da Billboard World Digital Songs. O grupo apresentou a canção em múltiplos programas musicais, incluindo M Countdown, Music Bank e Show! Music Core. Para promover o álbum e seus lançamento anteriores, o grupo também embarcou em sua primeira turnê, Dimension 4 – Docking Station, que passou pela Coréia do Sul e Japão entre janeiro e fevereiro de 2016.

## Antecedentes e desenvolvimento
f(x) tinha sido conhecido como um girl group de cinco integrantes, com sua formação original composta por Krystal, Amber, Victoria, Sulli e Luna. O último lançamento do grupo com cinco integrantes foi Red Light, lançado em julho de 2014. Durante as promoções de Red Light, a integrante Sulli não participou em apresentações ao vivo devido a ela estar "sofrendo de contínuos comentários negativos e rumores falsos", de acordo com a empresa do grupo SM Entertainment em declaração oficial em 25 de julho de 2014. As atividades promocionais de f(x), posteriormente, envolveram as outras quatro integrantes, enquanto Sulli teve um hiatos na carreira. Em 7 de agosto de 2015, foi anunciado que Sulli havia se retirado oficialmente do grupo para se concentrar em sua carreira de atriz, e f(x) continuaria a promover como um grupo de quatro integrantes.

## Lançamento e promoção
f(x) foi anunciado para trabalhar em seu álbum de estúdio, em seguida, em 11 de setembro de 2015, quando o grupo viajou para Jeju Island para filmar um videoclipe. O álbum, intitulado 4 Walls, foi lançado digitalmente em todo o mundo em 27 de outubro de 2015, pela SM Entertainment. Na Coreia do Sul, o álbum foi distribuído digital e fisicamente pela SM Entertainment e KT Music. O vídeoclipe para a faixa-título "4 Walls" foi lançado simultaneamente. A canção impactou o rádio "K-Pop Connection" do sistema coreano de transmissão KBS em 29 de outubro.

## Lista de faixas
| 4 Walls – Edição padrão |                                        | |                                           |         |  |
| N.º                     | Título                                 | Compositor(es)                                                                                             | Produtor(es)                              | Duração |  |
| 1.                      | "4 Walls"                              | Lee Seu-ran LDN Noise Tay Jasper Adrian McKinnon                                                           | LDN Noise                                 | 3:27    |  |
| 2.                      | "Glitter"                              | Lee Seu-ran Andreas Öberg Maria Marcus                                                                     | Öberg Marcus                              | 2:59    |  |
| 3.                      | "Deja Vu"                              | Jo Yoon-kyung Nermin Harambašić Camilla North Lloyd Lawrence Lorenz Adam Kapit Ryan S. Jhun Kine J. Hansen | Harambasic North Lorenz Kapit Jhun Hansen | 3:40    |  |
| 4.                      | "X"                                    | Kim In-hyung Shin Hye-sun Jhun Nicolas Jack Scapa Anjulie Persaud Brian Robertson Fransisca Hall           | Jhun Scapa Persaud Robertson Hall         | 3:23    |  |
| 5.                      | "Rude Love"                            | 100% Seo-jeong LDN Noise Syron Andrew Jackson                                                              | LDN Noise                                 | 4:18    |  |
| 6.                      | "Diamond"                              | Young-hu Kim Jhun Taylor Parks Jussi Karvinen                                                              | Jhun Parks                                | 3:59    |  |
| 7.                      | "Traveler" (featuring Zico of Block B) | JQ Kim Jin-ju Zico The Stereotypes                                                                         | The Stereotypes                           | 3:38    |  |
| 8.                      | "Papi"                                 | Kenzie LDN Noise Shaun Ylva Dimberg                                                                        | LDN Noise Shaun                           | 3:05    |  |
| 9.                      | "Cash Me Out"                          | Kenzie David Dawood Mark Pellizzer Makeba Riddick                                                          | Dawood Pellizzer Riddick                  | 3:21    |  |
| 10.                     | "When I'm Alone"                       | Jo Yoon-kyung Bonnie McKee Carly Rae Jepsen Matt Radosevich Steve Robson Hwang Hyun                        | McKee Jepsen Radosevich Robson Hwang      | 3:23    |  |
| Duração total:          | Duração total:                         | Duração total:                                                                                             | Duração total:                            | 35:18   |  |